# To Pimp a Butterfly
《To Pimp a Butterfly》는 미국의 힙합 가수 켄드릭 라마의 세 번째 정규 음반이다. 이 음반은 2015년 3월 15일 Top Dawg Entertainment, Aftermath Entertainment에서 발매했으며 Interscope Records에 의해 유통되었다.
이 음반은 펑크, 재즈, 시의 영향을 받았다.
Interscope Records의 착오로 인해, 《To Pimp a Butterfly》는 iTunes Store와 Spotify에서 한 주가량 일찍 발매되었다.
이 음반은 Billboard 200 차트에 진입했으며, 음악 비평매체로부터 열렬한 극찬을 받았으며 켄드릭 라마의 음악적 폭넓음과 사회문제적인 가사에 대해 극찬을 표했다.
또한, 2015년에 이 음반은 Rolling Stone지, Billboard, Pitchfork Media 등의 다수 매체들로부터 최고의 음반으로 평가받았다. 이 음반은 58회 그래미 어워드에서 올해의 음반 후보에 올랐으며 최고의 랩 음반 부문을 수상했다. 이 음반의 싱글인 〈i〉와 〈Alright〉는 모두 최고의 랩 음악 부문과 최고의 랩 포퍼먼스 부문을 받았으며 전세계적으로 100만 장 이상의 판매를 기록했다.

## 배경
2014년 2월 28일, 켄드릭 라마는 Billboard와의 인터뷰에서 2012년에 발매한 두 번째 음반 《good kid, m.A.A.d city》의 후속작에 대한 계획에 대해 밝혔다.
"'나비(Butterfly)'라는 단어 옆에 '착취하다(Pimp)'라는 단어를 붙여봐... 죽여주잖아. 영원토록 회자될 문구이 될거야. 대학교 강의 때도 가르치게 되겠지. 정말이지 난 그러리라 믿어."

MTV와의 인터뷰에서 켄드릭 라마는 이와 같이 말했다. 
"원래 음반 제목은 '애벌레 착취하기(Tu Pimp a Caterpillar)'였는데 Dead End Hip Hop에서 이미 간파해 버렸어. 왜냐하면 음반의 약자가 Tupac, Tu-P-A-C이니까 말야. 난 음반에서 '애벌레(Caterpillar)'를 '나비(Butterfly)'로 바꿨어. 난 단지 삶의 밝은 면과 '매춘(Pimp)'라는 단어에 담긴 공격성을 보여주고 싶었을 뿐이었거든. 또 그 단어는 여러 가지 의미를 내포하고 있어. 나한테 있어서는 내 명성을 영원히 쓰고자 하는 것이고, 다른 이유로는 내 명성을 음악 산업에 의해 착취당하고 싶지 않은 것이기도 하지."

이 음반은 한때 많은 이들에게 《에녹의 귀환(Return of Enoch)》이라는 이름으로 불리기도 했다. 《good kid, m.A.A.d city》와 《To Pimp a Butterfly》의 공백기간 동안, 켄드릭 라마는 남아프리카로 여행을 떠났다. Robben 섬에 위치한 넬슨 만델라가 투옥한 감방 등과 같은 유적지들을 여행한 것이 음반의 방향을 결정하는데 중요한 역할을 했다.

## 녹음 및 제작
《To Pimp a Butterfly》는 2012년부터 2015년까지 Chalice 레코딩 스튜디오, Downtown 스튜디오, House 스튜디오, Notifi 스튜디오, No Excuses 스튜디오 등에서 녹음되었다.

켄드릭 라마는 Kanye West의 《Yeezus》 투어 기간 동안 〈Mortal Man〉의 가사를 적었다고 한다. 투어 기간 동안, 프로듀서인 Flying Lotus는 켄드릭 라마에게 원래 Captain Murphy (Flying Lotus의 알터 에고)의 음반에 쓰려고 했던 곡들을 선별해서 들려줬다. 비록 켄드릭 라마는 모든 트랙들에 녹음을 했지만, Thundercat과 George Clinton이 피처링한 첫 번째 트랙인 〈Wesley's Theory〉만이 음반에 최종적으로 들어갈 수 있었다. Flying Lotus는 Taz Arnold의 편곡으로 대체되어 음반에 실리지 못했던 〈For Sale? (Interlude)〉을 프로듀싱하기도 했다. Flying Lotus는 자신이 만들었던 그 곡은 아마 발매되기 힘들 것 같다고 말했다. 미국의 래퍼인 Rapsody는 이 음반의 수록곡인 〈Complexion (A Zulu Love)〉의 피처링을 맡았다. 켄드릭 라마는 그녀가 음반에 피처링을 하기 위해 프로듀서 9th Wonder에게 Rapsody한테 연락 해달라고 부탁했다고 한다. Rapsody와 켄드릭 라마는 곡에 대해 토론했지만 그녀의 의견에 손댈 것이 거의 없었다고 했다. 곡에 대해 언급하면서, 그녀는 켄드릭 라마가 곡의 컨셉을 미리 정해놓았다고 말하며 오로지 노래 제목과 '우리는 인종에 상관없이 아름다운 존재이지만, 흑인(Dark)들이 백인(Light)들에 대한 컴플렉스를 느낀다는 것을 말해주려는 것'이라는 아이디어만을 제공했다고 했다.
2012년 발매된 음반인 《good kid, m.A.A.d city》에서 켄드릭 라마, Sounwave와 작업하기도 했던 Pharrell Williams는 2014년 Holy Ship Festival에서 음반의 수록곡인 〈Alright〉를 틀었다. 그 곡은 Pharrell Williams가 Rick Ross의 2012년 음반 《God Forgives, I Don't》의 수록곡인 〈Presidential〉과 같은 샘플이며 미국의 래퍼 Fabolous가 한 차례 사용하기도 한 작자 미상의 샘플을 사용했다. 《To Pimp a Butterfly》 제작 과정에서 프로던션 팀은 아이디어를 밀고 나가기 전에 각기 다른 세 개의 과정을 거쳤다. 프로듀서 Thundercat이 Flying Lotus에게 작업물을 전달해 줬으며, 그 둘은 같이 Yeezus 투어에서 펼쳐진 켄드릭 라마의 공연을 보러 간 것이다.
이 음반의 리드 싱글인 〈i〉는 음반의 또 다른 수록곡인 〈Institutionalized〉를 프로듀싱한 Rahki가 프로듀싱했다. 비록 싱글로 발매된 〈i〉와 음반에 수록된 〈i〉는 확연한 차이를 보이지만, 두 곡 모두 The Isley Brothers의 곡인 〈That Lady〉를 샘플링했다. 켄드릭 라마는 미국의 세인트 루이스를 여행하며 스튜디오에서 Ronald Isley와 함께 작업했다. 또한 Ronald Isley는 싱어송라이터인 James Fauntleroy와 같이 〈How Much a Dollar Cost?〉를 녹음했다. 프로듀서이자 래퍼인 Pete Rock은 〈Complexion (A Zulu Love)〉에서 백킹 보컬과 스크래칭을 맡았다. 그는 자신이 프로듀서를 맡은 곡이 아니었기에 특별한 경험이었다고 말했다.
가수 Bilal은 〈Institutionalized〉와 〈These Walls〉에 피처링했으며 크레딧에 수록되지 않았지만 〈u〉, 〈For Sale? (Interlude)〉, 〈Momma〉, 〈Hood Politics〉라는 네 개의 곡에서 백킹 보컬을 맡았다. Bilal은 처음에 그와 켄드릭 라마가 여러 곡을 작업하면서 결과물이 나올 때까지 얼마나 자신의 피처링이 사용될 것인지에 대해 확신치 못했다고 말했다.
"아주 많은 재료들 중에서, 켄드릭 라마는 자기한테 필요한 아이디어만 취했습니다. 그가 어떠한 멜로디와 단어들을 노래하면, 전 그가 얘기했던 것을 해석하는 것이었죠."

그가 백킹 보컬을 맡았던 몇 곡들에 대해서 그는 말을 이었다.
"...어떤 부분에서는 즉흥적으로 녹음했죠. 풍성한 사운드를 위해 색깔을 더하는 것 뿐이니까요."

켄드릭 라마는 Prince와도 작업한 것으로 알려졌지만, 그 둘은 녹음 기간 동안 심한 압박을 느껴 음반에 수록할 그 어떠한 곡도 완성시킬 수 없었다고 밝혔다. 켄드릭 라마는 음반 녹음 기간 동안 Miles Davis의 음악과 팔러먼트-펑카델릭의 노래들을 종종 듣곤 했다고 밝혔다.

## 음악 및 가사
켄드릭 라마는 《To Pimp a Butterfly》를 두고 펑크, 재즈, 시가 어우러졌으면서도, "정직하고도, 무시무시하고도, 철면피같은 음반"이라고 말했다. MTV와의 인터뷰에서, 켄드릭 라마는 〈Wesley's Theory〉와 〈King Kunta〉의 숨겨진 의미에 대해 설명했다. 음반의 포문을 여는 트랙인 〈Wesley's Theory〉에서는 영화 배우 Wesley Snipes를 예로 들며 어떻게 배우가 탈세 혐의로 감옥살이를 할 수 있는지에 대해 설명했다. 인터뷰에서 켄드릭 라마는 이렇게 말했다.
"그 누구도 불쌍한 흑인 남성에게 돈과 명성을 어떻게 관리해야 하는지를 가르쳐주지 않아. 만약 그들이 성공을 누리게 되더라도 곧장 그들 밑으로 부와 권력이 넘어가게 되는 거지."

그는 〈King Kunta〉에서 "모든 아프로-아메리카인들에 대한 부정적인 선입견의 역사는 고쳐져야 한다"는 메시지를 전달하려 노력했다고 밝혔다. 끝으로 기자는 〈King Kunta〉에서 고스트라이터를 기용하는 래퍼들에 대한 켄드릭 라마의 비판적 태도에 대해 질문했다. 켄드릭 라마는 고스트라이터의 중요성을 알게 되었기에 그들을 존중한다고 말하면서도, 신인 아티스트에게 그들의 작업물을 후원해줘야 하며 힙합의 불문율을 존중해야 한다고 말했다.
2014년 9월 23일, 이 음반의 리드 싱글인 〈i〉가 발매되었다. 이듬해 2월 9일, 두 번째 싱글인 〈The Blacker the Berry〉가 발매되었다. 〈The Blacker the Berry〉는 붐뱁 비트 위에 아프로-아메리카인의 유산을 찬양하고 흑인들에 대한 증오, 인종 차별, 위선에 대해 비판하는 직설적인 가사를 담았다. 이 곡의 후렴구에는 자메이카의 댄스홀 아티스트인 Assassin이 참여했으며, 2013년에 참여한 Kanye West의 음반 《Yeezus》때와 유사하게 인종 차별에 관련된 가사를 다뤘다. 2015년 6월 30일, 이 음반의 네 번째 싱글인 〈Alright〉가 발매되었다. 2015년 10월 13일, 이 음반의 다섯 번째 싱글인 〈These Walls〉가 발매되었다. 〈Alright〉는 재즈 관악기와 드럼 비트 위로 그가 위험과 유혹들과 맞서는 내용의 래핑을 하며 미국의 초상을 그려나간다. 그러다가 각 절 마지막에 "우린 괜찮아질거야"라고 재차 다짐한다. 총기사고의 폭력과 경찰들의 잔인함에 대한 울부짖음인 것이다.

## 평가
| 전문가 평가          | 전문가 평가 |
| 총 점수              | 총 점수     |
| 출처                 | 점수        |
| -------------------- | ----------- |
| 메타크리틱           | 96/100      |
| 평가 점수            |             |
| 출처                 | 점수        |
| AllMusic             | [ 35 ]      |
| Robert Christgau     | A-          |
| Chicago Tribune      | [ 37 ]      |
| Entertainment Weekly | A           |
| The Guardian         | [ 39 ]      |
| The Observer         | [ 40 ]      |
| Pitchfork Media      | 9.3/10      |
| Rolling Stone        | [ 42 ]      |
| Slant Magazine       | [ 43 ]      |
| Spin                 | 10/10       |
| 리드머               | [ 45 ]      |

《To Pimp a Butterfly》는 음악 비평매체로부터 열렬한 극찬을 받았다.
주류 비평매체들로부터 받은, 100점에 가까운 평점들을 합산한 Metacritics에서는 "전세계적인 찬사(Universal Acclaim)"에 해당하는 96점의 평균점수를 받았다. (44개의 비평매체 평균)
Entertainment Weekly의 Kyle Anderson는 이 음반이 켄드릭 라마의 데뷔 음반보다 두 배나 가치 있으며 더욱 포괄적인 아프로-아메리칸 음악 스타일에 대해 "해방의 믹스테이프... 하지만 오스카 상을 탈 만한 가치가 있는 영화같은 프로덕션"이라고 평했다. Spin Magazine의 Dan Weiss는 이 음반을 두고 "미국의 위대한 힙합 음반"이라고 묘사하며 꼭 들어봐야 한다고 평했으며, New York Daily News의 Jim Farber는 이 음반의 "광기(狂氣)"가 흐르면서도 "포용력있는" 느낌에 대해 평했다. Rolling Stone의 Greg Tate는 《To Pimp a Butterfly》를 "맹렬한 격노(激怒)의 걸작"이라 평하며, "깊은 재즈와 거침없는 자기비판"에 대해 호평했다. 또한 2014년에 발매된 D'Angelo의 세 번째 정규 음반 《Black Messiah》와 같이 급진적 흑인주의와 진정한 흑인 음악으로 미국의 팝 중심 메인스트림에 맞설 수 있는 쌍두마차로 재부상했다고 평했다. Billboard 지의 Kris Ex는 이 음반이 지난 반 년 동안 계속되어왔던 국제적 이슈인 "계속되는 미국의 인종차별 논란"에 관련된 음반의 주제를 다뤘기에 적절한 시기에 발매되었다고 느꼈다고 밝혔다.
열광적이지 않았던 다른 비평으로 The New York Times의 Jon Caramanica는 여전히 켄드릭 라마가 자신이 훼손시켜버린 음악과 리릭시스트로서의 조화를 이루려 고군분투하고 있다고 다음과 같이 평했다. "그는 어수선함 앞에서 자신의 기질(氣質)을 웃돌지(outrun) 않으면서 여전히 질식의 위험에서 달리고(run) 있다." Guardian 지의 Alexis Petridis는 음악이 다소 변덕스럽다고 말하며 12분에 달하는 노래 "Motal Man", 폐쇄 공포증을 앓는 듯한 보컬의 "Alright", 그리고 켄드릭 라마의 명성을 비추어보며 '제멋대로의 순간들(Moments of Self-Indulgence)'에 대해 한탄했다. Cuepoint에 기고한 Robert Christgau는 그의 성공이 드러날 때에 나오는 켄드릭 라마의 "병적 불안(Depressive Anxiety)"을 들며 음반이 얼마나 음악적인 요소가 주를 이루는지에 대해 호평했지만, 켄드릭 라마처럼 힙합을 "채워야 할 곳이 많은 트위터의 시대에, (반대 의견들이 더 많긴 하지만) 미국 흑인들의 CNN으로 위상을 회복"시키려는, 열정적이고도 이해력 있는 아티스트들은 그리 많지 않았다고 평했다.

## 수상 이력
《To Pimp a Butterfly》는 58회 그래미 어워드에 올해의 음반(Album of the Year)과 최고의 랩 음반(Best Rap Album) 후보로 올랐으며 최고의 랩 음반을 수상했다. 다른 4개의 부문으로는 올해의 노래(Song of the Year), 최고의 뮤직비디오(Best Music Video)를 수상했으며, 〈Alright〉로는 최고의 랩 공연(Best Rap Performance)과 최고의 랩 음악 부문을 수상했다. 〈These Wall〉로는 최고의 랩/노래 콜라보 부문(Best Rap/Sung Collaboration)을 수상했다. 전년도인 57회 그래미 어워드에서는 이 음반의 리드 싱글인 〈i〉로 최고의 랩 음악과 최고의 랩 공연 부문에 올랐다.
Metacritic에서 발표한 145개의 비평매체를 취합한 올해의 음반 리스트에서는 《To Pimp a Butterfly》는 2015년 가장 최고의 찬사를 받은 음반이었으며, 최고의 음반 101장 중에서 51위에 올랐다. 이 음반은 Rolling Stone지에서 중간 결산 당시 '2015년 최고의 음반 중 하나'로 평가받았다. 연말 결산에서는, 이 음반을 1위로 정하며 처오르는 희열과 신나는 파티 음악과 치유의 음악 역할을 동시에 하는 특출한 음반이라고 평했다. 2015년 많은 비평매체들의 비평 중 Billboard에서는 이 음반의 사회적인 맥락에 대해 이렇게 언급했다.
"20년 전의 컨셔스 랩 음악이었다면 켄드릭 라마가 《To Pimp a Butterfly》에서 했던 방식처럼 주류 사회를 꿰뚫어보지 못했을 것이다. (그가 음반을 낸) 타이밍은 흠잡을 데가 없다. 걷잡을 수 없는 경찰들의 잔인함과 미국 전역에서 발생하는 인종 차별의 한가운데에서 그는 거칠고도 공격적인 랩을 하며 비트 위를 춤춘다."

The New York Times의 Jon Pereles는 이 음반을 1위로 매기면서 이렇게 평했다.
"정말로 굉장한 음반이다. 삶의 희망과 지난 시대에 풀지 못했던 숙제들에 대해 청산하려 다짐하는 펑크와 재즈, 소울을 담은 뚝배기와도 같다."

데이비드 보위는 그의 마지막 음반인 《Blackstar》를 작업하면서 《To Pimp a Butterfly》에 깊은 영향을 받았다고 말했다.
Pitchfork Media는 이 음반을 최고의 음반들 중에서 1위로 올리며 이렇게 설명했다. "이 음반은 수천가지의 상상거리를 던져주며, 비평가들이 음악에 대해 깊게 생각하게 만든다. (중략) 이 음반은 최고의 래퍼가 자신의 전성기에 내놓은 음반이다." Vice지는 이 음반을 2015년 최고의 음반 1위로 올리며 이 음반은 단지 당신의 주의를 요구하는 것이 아니라 필요로 하게 하는 힘을 지니고 있다고 말했다.
| 국가 | 비평매체             | 목록                                    | 순위 |
| ---- | -------------------- | --------------------------------------- | ---- |
| 미국 | Billboard            | 2015년 최고의 음반 25장                 | 1    |
| 미국 | Billboard            | 2015년 최고의 힙합 음반 10장            | 1    |
| 미국 | Complex              | 2015년 최고의 음반 (중간 결산)          | 1    |
| 미국 | Complex              | 2015년 최고의 음반                      | 1    |
| 미국 | Consequence of Sound | 2015년 최고의 음반 50장                 | 1    |
| 미국 | Entertainment Weekly | 2015년 최고의 음반 40장                 | 1    |
| 영국 | NME                  | NME가 선정한 2015년 최고의 음반         | 2    |
| 미국 | Pitchfork Media      | 2015년 최고의 음반                      | 1    |
| 미국 | Rolling Stone        | 2015년 최고의 음반 (중간 결산)          | *    |
| 미국 | Rolling Stone        | 2015년 최고의 음반                      | 1    |
| 미국 | Rolling Stone        | 2015년 최고의 힙합 음반 40장            | 1    |
| 미국 | Slant Magazine       | 2015년 최고의 힙합 음반 25장            | 1    |
| 미국 | Spin                 | 2015년 최고의 음반 50장                 | 1    |
| 미국 | Stereogum            | 2015년 최고의 음반 50장                 | 2    |
| 미국 | The Guardian         | 2015년 최고의 음반                      | 1    |
| 미국 | The New York Times   | 2015년 최고의 음반 (평론가 Jon Pareles) | 1    |
| 미국 | The New York Times   | 2015년 최고의 음반 (평론가 Ben Ratliff) | 2    |
| 미국 | The New York Times   | 2015년 최고의 음반 (평론가 Nate Chinen) | 2    |
| 미국 | Time                 | 최고의 음반 10장                        | 3    |
| 미국 | Vice                 | 2015년 최고의 음반 50장                 | 1    |

*는 순위가 없음을 뜻한다.

## 트랙 리스트
| #            | 제목                                                               | 작사 | 작곡                                            | 재생 시간 |
| ------------ | ------------------------------------------------------------------ | --- | ----------------------------------------------- | --------- |
| 1.           | 〈Wesley's Theory〉 (Feat. George Clinton & Thundercat)            | Kendrick Duckworth George Clinton Steven Ellison Ronald "Flippa" Colson Stephen Bruner Boris Gardiner          | Flying Lotus Flippa Sounwave [a] Thundercat [a] | 4:47      |
| 2.           | 〈For Free? (Interlude)〉                                          | Duckworth Terrace Martin Rose McKinney                                                                         | Martin                                          | 2:10      |
| 3.           | 〈King Kunta〉                                                     | Duckworth Bruner Johnny Burns Michael Jackson Ahmad Lewis Stefan Gordy James Brown Fred Wesley John Starks     | Sounwave Martin [a]                             | 3:54      |
| 4.           | 〈Institutionalized〉 (Feat. Bilal, Anna Wise & Snoop Dogg)        | Duckworth Columbus Smith Fredrik Halldin Sam Barsh                                                             | Rahki                                           | 4:31      |
| 5.           | 〈These Walls〉 (Feat. Bilal, Anna Wise & Thundercat)              | Duckworth Martin 1500 or Nothin' James Fauntleroy McKinney                                                     | Martin 1500 or Nothin' Sounwave [a]             | 5:01      |
| 6.           | 〈u〉                                                              | Duckworth Taz "Ti$a" Arnold Michael "Whoarei" Brown                                                            | Arnold Whoarei Sounwave [a]                     | 4:28      |
| 7.           | 〈Alright〉                                                        | Duckworth Pharrell Williams Sounwave                                                                           | Williams Sounwave                               | 3:39      |
| 8.           | 〈For Sale? (Interlude)〉                                          | Duckworth Arnold                                                                                               | Arnold Sounwave [a] Martin [a]                  | 4:51      |
| 9.           | 〈Momma〉                                                          | Duckworth Knxwledge Arnold Sylvester Stewart Lalah Hathaway Rahsaan Patterson Rex Rideout                      | Knxwledge Arnold                                | 4:43      |
| 10.          | 〈Hood Politics〉                                                  | Duckworth Bruner Sufjan Stevens                                                                                | Tae Beast Sounwave Thundercat                   | 4:52      |
| 11.          | 〈How Much a Dollar Cost〉 (Feat. James Fauntleroy & Ronald Isley) | Duckworth Martin Josef "LoveDragon" Leimberg McKinney Fauntleroy Ronald Isley                                  | LoveDragon                                      | 4:21      |
| 12.          | 〈Complexion (A Zulu Love)〉 (Feat. Rapsody)                       | Duckworth Bruner Marlanna Evans                                                                                | Thundercat Sounwave Martin [a] The Antydote [a] | 4:23      |
| 13.          | 〈The Blacker the Berry〉                                          | Duckworth Boi-1da Stephen Kozmeniuk Ken Lewis Brent Kolatalo Assassin Alexander "Jesứs" Izquierdo Zale Epstein | Boi-1da KOZ Martin                              | 5:28      |
| 14.          | 〈You Ain't Gotta Lie (Momma Said)〉                               | Duckworth Martin                                                                                               | LoveDragon                                      | 4:01      |
| 15.          | 〈i〉                                                              | Duckworth Rahki Ronald Isley O'Kelly Isley, Jr. Ernie Isley Marvin Isley Rudolph Isley Chris Jasper            | Rahki                                           | 5:36      |
| 16.          | 〈Mortal Man〉                                                     | Duckworth Bruner Fela Kuti Tupac Shakur                                                                        | Sounwave                                        | 12:07     |
| 총 재생 시간 | 총 재생 시간                                                       | 총 재생 시간                                                                                                   | 총 재생 시간                                    | 78:51     |

주석
- ^a 는 추가 프로듀서진을 뜻한다.
- 〈Wesley's Theory〉에는 Dr. Dre, Anna Wise, Ash Riser, Josef Leimberg, Whitney Alford가 추가 보컬 피처링을 맡았다.
- 〈For Free? (Interlude)〉에는 Anna Wise와 Darlene Tibbs가 추가 보컬 피처링을 맡았다.
- 〈King Kunta〉에는 Whitney Alford가 추가 보컬 피처링을 맡았다.
- 〈These Walls〉에는 James Fauntleroy가 추가 보컬 피처링을 맡았다.
- 〈u〉에는 Bilal, Jessica Vielmas, SZA가 추가 보컬 피처링을 맡았다.
- 〈Alright〉에는 Pharrell Williams, Candace Wakefield, Thundercat이 추가 보컬 피처링을 맡았다.
- 〈For Sale? (Interlude)〉에는 Bilal, Taz Arnold a.k.a Ti$A, Preston Harris, SZA가 추가 보컬 피처링을 맡았다.
- 〈Momma〉에는 Lalah Hathaway, Ab-Soul, Bilal이 추가 보컬 피처링을 맡았다.
- 〈Hood Politics〉에는 Bilal, Anna Wise, Preston Harris, Dion Frileyl이 추가 보컬 피처링을 맡았다.
- 〈Complexion (A Zulu Love)〉에는 Thundercat, Lalah Hathaway, Talkbox Monte, Javonte, Pete Rock이 추가 보컬 피처링을 맡았다.
- 〈You Ain't Gotta Lie (Momma Said)〉에는 Thundercat, Preston Harris, Wyann Vaughn, Javonte가 추가 보컬 피처링을 맡았다.
- 〈i〉에는 Taz Arnold a.k.a. Ti$A, William Sweat, Candace Wakefield, Devon Downing, Edwin Orellana, Dave Free, Dion Friley, Ronald Isley가 추가 보컬 피처링을 맡았다.
- 〈Mortal Man〉에는 James Fauntleroy, Javonte, Tupac Shakur가 추가 보컬 피처링을 맡았다.

샘플 크레딧
- 〈Wesley's Theory〉는 Boris Gardiner의 〈Every Nigger is a Star〉를 샘플링했다.
- 〈King Kunta〉는 Mausberg의 〈Get Nekkid〉의 멜로디를 차용했으며, Michael Jackson의 〈Smooth Criminal〉, James Brown의 〈The Payback〉의 일부를 사용했다. 또한 Ahmad Lewis의 〈We Want the Funk〉를 샘플링했다.
- 〈Momma〉는 Lalah Hathaway의 〈On Your Own〉를 샘플링했다.
- 〈Hood Politics〉는 Sufjan Stevens의 〈All for Myself〉를 샘플링했다.
- 〈i〉는 The Isley Brothers의 〈That Lady〉를 샘플링했다.
- 〈Mortal Man〉은 Houston Person의 〈I No Get Eye for Back〉의 일부를 사용했다. 또한 음악 저널리스트 Mats Nileskar와 Tupac Shakur가 진행한 1994년 11월 인터뷰의 일부를 사용했다.

## 크레딧
《To Pimp a Butterfly》의 크레딧은 AllMusic와 이 음반의 디지털 부클릿에서 발췌한 것이다.
- Bilal — primary artist
- George Clinton — primary artist
- James Fauntleroy — primary artist
- Ronald Isley — primary artist
- Kendrick Lamar — primary artist
- Rapsody — primary artist
- Snoop Dogg — primary artist
- Thundercat — primary artist
- Anna Wise — primary artist
- Flying Lotus — producer
- James Hunt — engineer, mix assistant
- Derek Ali — engineer, mixer
- Whitney Alford — background vocals
- Dr. Dre — executive producer, vocals
- Josef Leimberg — producer, trumpet, vocals
- Robert Sput Searight — drums, keyboards
- Rogét Chahayed — keyboards
- Robert Glasper — piano, keyboards
- Brandon Owens — bass
- Craig Brockman — organ
- Marlon Williams — guitar
- Darlene Tibbs — background vocals
- Wesley Singerman — guitar
- Matt Schaeffer — guitar, engineer
- Larrance Dopson — keyboards, percussion, composer
- Lalah Hathaway — background vocals
- Talkbox Monte — background vocals
- Javonte — background vocals
- Pete Rock — background vocals, scratches
- 9th Wonder — engineer
- Paul Cartwright — violin
- Gabriel Noel — cello, bass
- Pedro Castro — clarinet
- Sam Barsh — keyboards, composer
- Gregory Moore — guitar
- Kamasi Washington — tenor saxophone
- Adam Turchin — baritone saxophone
- Terrace Martin — alto saxophone, producer, composer, vocoder
- Jessica Vielmas — background vocals
- SZA — background vocals
- Candace Wakefield — background vocals
- Preston Harris — background vocals
- Dion Friley — background vocals
- Preston Harris — background vocals
- Wyann Vaughn — background vocals
- Chris Smith — bass
- Keith Askey — guitar
- Kendall Lewis — drums
- Dave Free — background vocals
- Edwin Orellana — background vocals
- Devon Downing — background vocals
- Junius Bervine — keyboards
- Ambrose Akinmusire — trumpet

## 차트
| Chart (2015)                          | Peak position |
| ------------------------------------- | ------------- |
| 오스트레일리아 앨범 (ARIA)            | 1             |
| 오스트리아 앨범 (Ö3 오스트리아)       | 15            |
| 벨기에 앨범 (울트라탑 플랑드르)       | 4             |
| 벨기에 앨범 (울트라탑 왈로니아)       | 16            |
| 캐나디안 앨범 (《빌보드》)            | 1             |
| 덴마크 앨범 (히트리스트)              | 3             |
| 네덜란드 앨범 (메하하르츠)            | 9             |
| 핀란드 앨범 (수오멘 비랄리넨 리스타)  | 14            |
| 프랑스 앨범 (SNEP)                    | 17            |
| 독일 앨범 (미디어 컨트롤)             | 7             |
| 헝가리 앨범 (MAHASZ)                  | 34            |
| 아일랜드 앨범 (IRMA)                  | 6             |
| Italian Albums (FIMI)                 | 32            |
| 뉴질랜드 앨범 (레코디드 뮤직 NZ)      | 1             |
| 노르웨이 앨범 (VG-리스타)             | 2             |
| 스웨덴 앨범 (스베리예토프리스탄)      | 10            |
| 스위스 앨범 (슈바이처 히트파라데)     | 3             |
| 영국 음반 (OCC)                       | 1             |
| 영국 알앤비 앨범 (OCC)                | 1             |
| 미국 빌보드 200                       | 1             |
| 미국 탑 알앤비/힙합 앨범 (《빌보드》) | 1             |

## 인증
| 국가                                                            | 인증        | 판매량/출하량 |
| --------------------------------------------------------------- | ----------- | ------------- |
| 오스트레일리아 (ARIA)                                           | 골드        | 35,000^       |
| 캐나다 (뮤직 캐나다)                                            | 2× 플래티넘 | 160,000       |
| 덴마크 (IFPI Danmark)                                           | 플래티넘    | 20,000        |
| 영국 (BPI)                                                      | 골드        | 170,000       |
| 미국 (RIAA)                                                     | 플래티넘    | 1,050,000     |
| ^출하량을 기반으로 한 인증 · 판매량+스트리밍을 기반으로 한 인증 |             |               |

## 참고
《To Pimp a Butterfly》 한/영 전곡해석 링크